# Django 3000
Django 3000 ist eine deutsche Folk-Pop-/Rockband aus dem Chiemgau, die in bairischer Mundart singt.

## Bandgeschichte
Benannt hat sich das Trio aus dem oberbayerischen Chiemgau nach dem Jazzgitarristen Django Reinhardt und dessen „Gipsy-Swing“ in Anspielung an ihre eigene Orientierung an dieser Musik mit Geige, akustischer Gitarre und Kontrabass. 2011 luden sie ein Video ihres Songs Heidi (Musik: Starflinger/Text: Astl) bei der Internetplattform YouTube hoch und fanden damit große Beachtung.  Sie bekamen einen Plattenvertrag bei Seven Days Music und veröffentlichten im März 2012 unter dem Bandnamen Django 3000 ihr Debütalbum, mit dem sie sich und ihren bayerischen „Balkan-Beat“ in den deutschen Albumcharts platzieren konnten. Bereits um das Erscheinungsdatum des ersten Albums verließ Lorenz „Astl“ Schmid die Band und Kamil Müller (bisher nur Gitarre und Background vocals) übernahm die Position des Sängers. Lorenz „Astl“ Schmid ist seitdem als Sänger bei „Lenze und de Buam“ aktiv.
Das zweite Album Hopaaa! erschien auf dem Label südpolrecords, die Alben Bonaparty und Bonaparty live bei RCA / Sony Music. Im Titeltrack Bonaparty wird die finnischen Band Jaakko Laitinen & Väära Raha gefeaturet, welche sie bei ihrer Konzertreise 2015 in Russland kennenlernten.
Das Album Im Sturm erschien im Januar 2017 wieder auf dem Label südpolrecords, diesmal auch erstmals auf Vinyl.
Am 2. Juli 2017 gaben Django 3000 via Facebook bekannt, dass sie sich von ihrem Bassisten Michael Unfried Fenzl getrennt haben.
Anfang 2018 veröffentlichten sie eine Unplugged EP mit fünf Titeln, die die Besucher der Unplugged-Tour gratis erhalten haben. Seit dieser Zeit spielten auch die neuen Mitglieder Korbinian Kugler (Kontrabass) und Max Schuller (Keyboard) mit der Band. Max Schuller verließ die Band Ende 2019. Diese tritt seither wieder ohne Keyboarder auf.
Ihr Song Heidi wurde im Herbst 2012 als Titelmelodie der neuen TV-Serie Die Garmisch-Cops des ZDF ausgewählt. TV-Auftritte folgten unter anderem bei Inas Nacht, der Stadlshow oder im Dezember 2015 im Rahmen der Sendung Rock the Classic mit Wigald Boning.
Im Laufe der Zeit machte sich die Band auch in der Festivalszene einen Namen. So spielten sie u. a. auf dem Open Air am Berg bei Eichstätt, dem Taubertal-Festival, Chiemsee Summer, Open Flair, Montreux Jazz Festival, Donauinselfest, Gampel Open Air und St. Gallen Open Air.
Die Band spielt seit ihrer Gründung jährlich um die 100 Konzerte im deutschsprachigen Raum (Deutschland, Österreich, Schweiz, Luxemburg, Italien). Darüber hinaus gibt es regelmäßig Konzertreisen z. B. Ungarn (2012), Dänemark (2013), Russland (2014), Finnland (2015), Südkorea (2015), Indien (2016).
Jedes Jahr im Januar finden in Staudach-Egerndach im Chiemgau, dem Heimatort von zwei der Bandmitglieder, die sogenannten „Heimatkonzerte“ statt, zu denen viele hundert Fans aus ganz Deutschland anreisen.

## Diskografie
Alben
- 2012: Django 3000
- 2013: Hopaaa!
- 2015: Bonaparty
- 2015: Django 3000 – Live!
- 2017: Im Sturm
- 2018: Unplugged EP
- 2019: Django 4000
- 2022: AliBabo

Lieder
- 2011: Heidi (Musik: Florian R. Starflinger / Text: Lorenz Schmid)
- 2012: Zeit fia ois (Musik: Florian R. Starflinger / Text: Lorenz Schmid)
- 2013: Danz ums Feia (Musik / Text: Kamil Müller)
- 2013: Wuide weide Welt (Musik: Florian R. Starflinger / Text: Stefan Dressler)
- 2015: Bonaparty (Musik/Text: Django 3000)
- 2015: Gib ma Flügl (Musik: Django 3000, W. A. Mozart / Text: Django 3000, Christian F. Arsan)
- 2017: Im Sturm (Musik: Django 3000 / Text: Kamil Müller, Stefan Arno Dressler)
- 2017: Dreggade Dog (Musik: Django 3000 / Text: Kamil Müller, Stefan Arno Dressler)
- 2017: Lem versaut (Musik: Django 3000 / Text: Kamil Müller, Stefan Arno Dressler, Florian Starflinger)

## Bandmitglieder

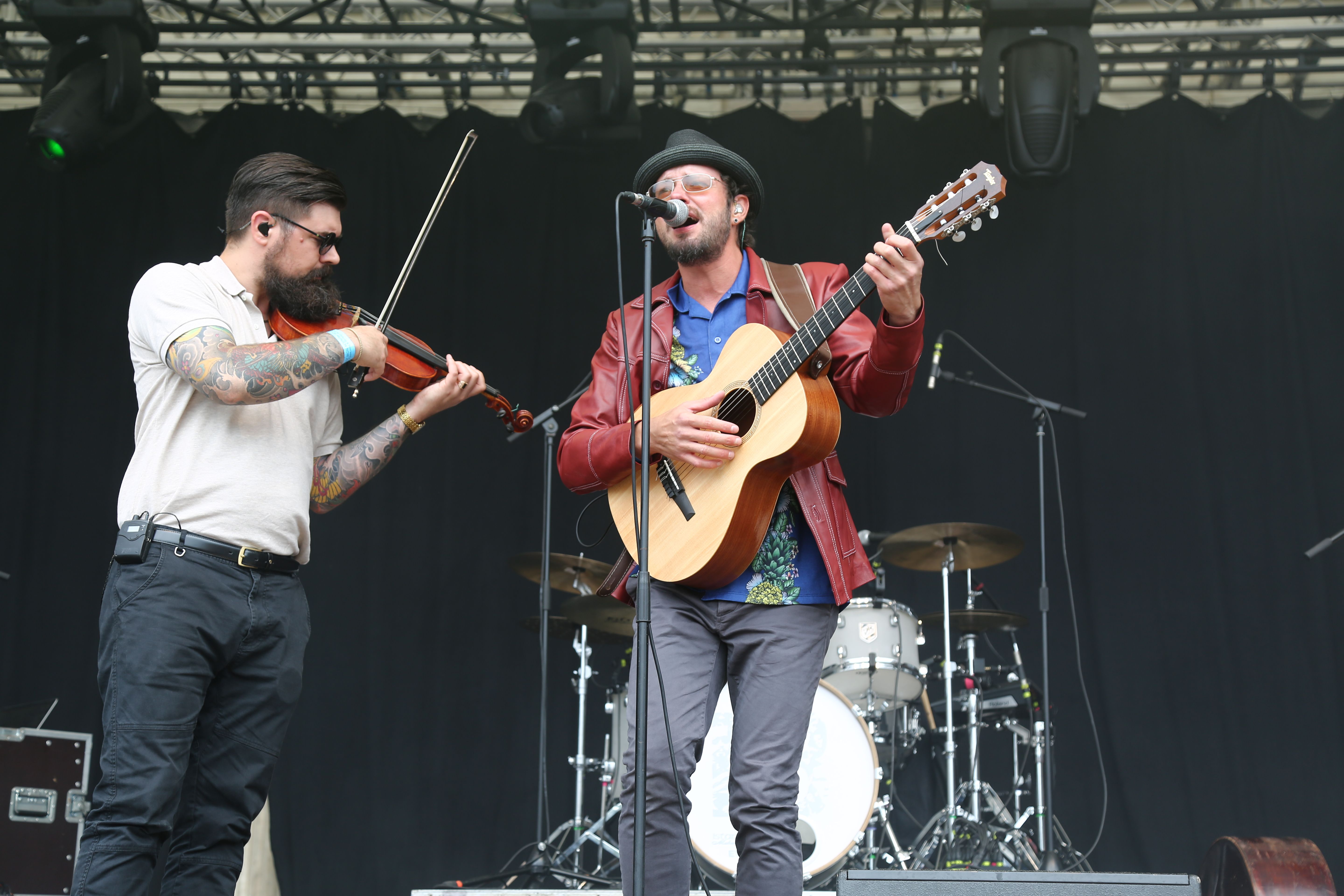
Florian R. Starflinger und Kamil Müller
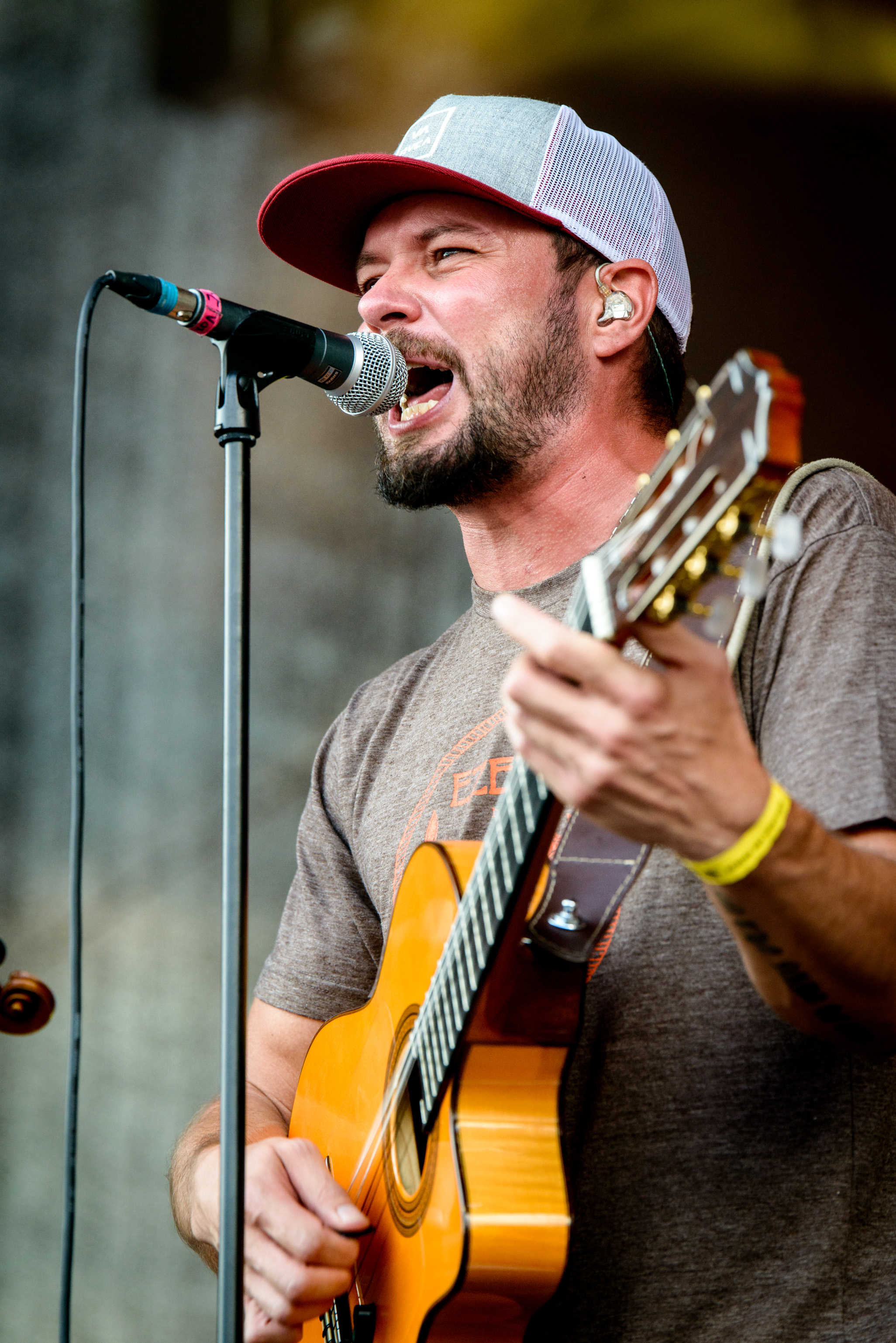
Kamil Müller
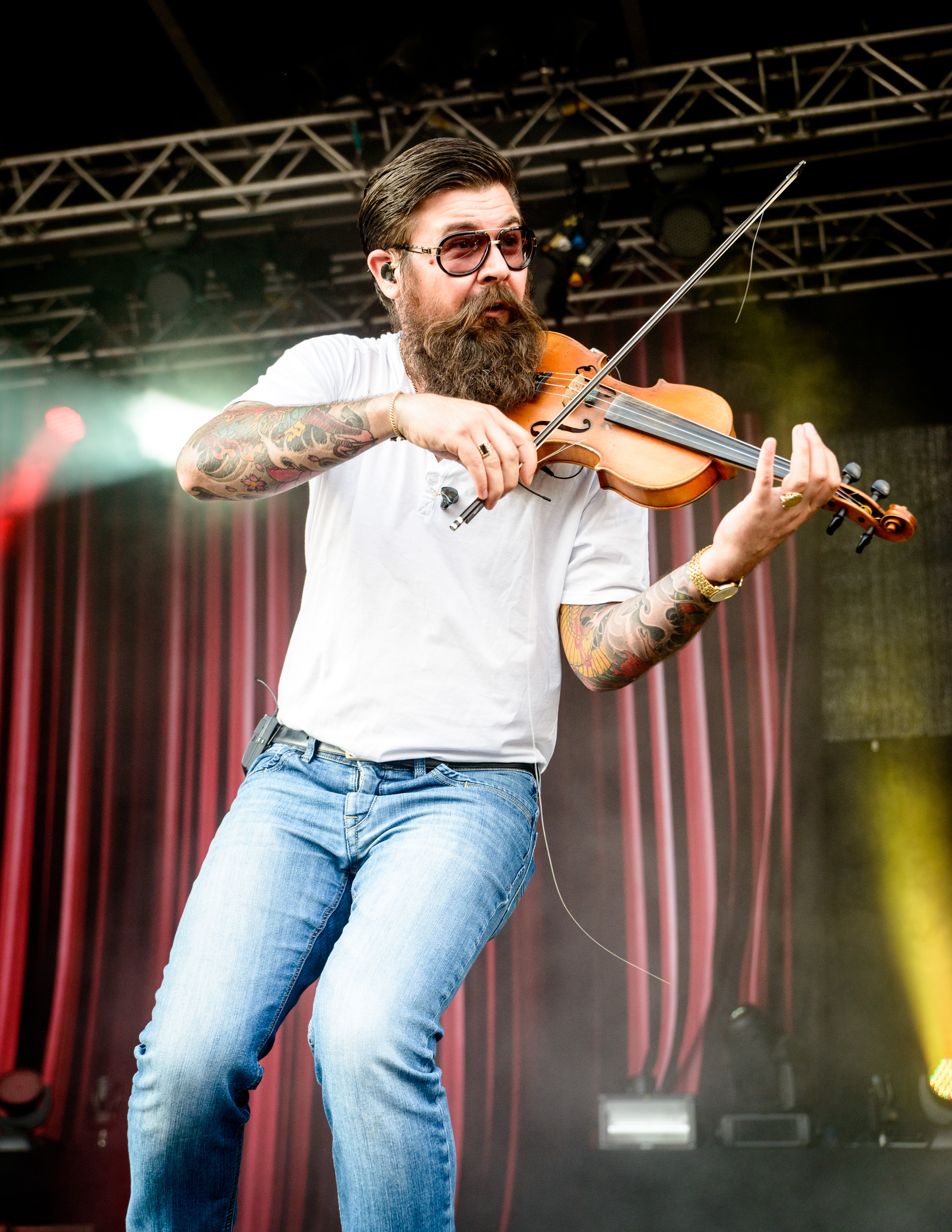
Florian R. Starflinger
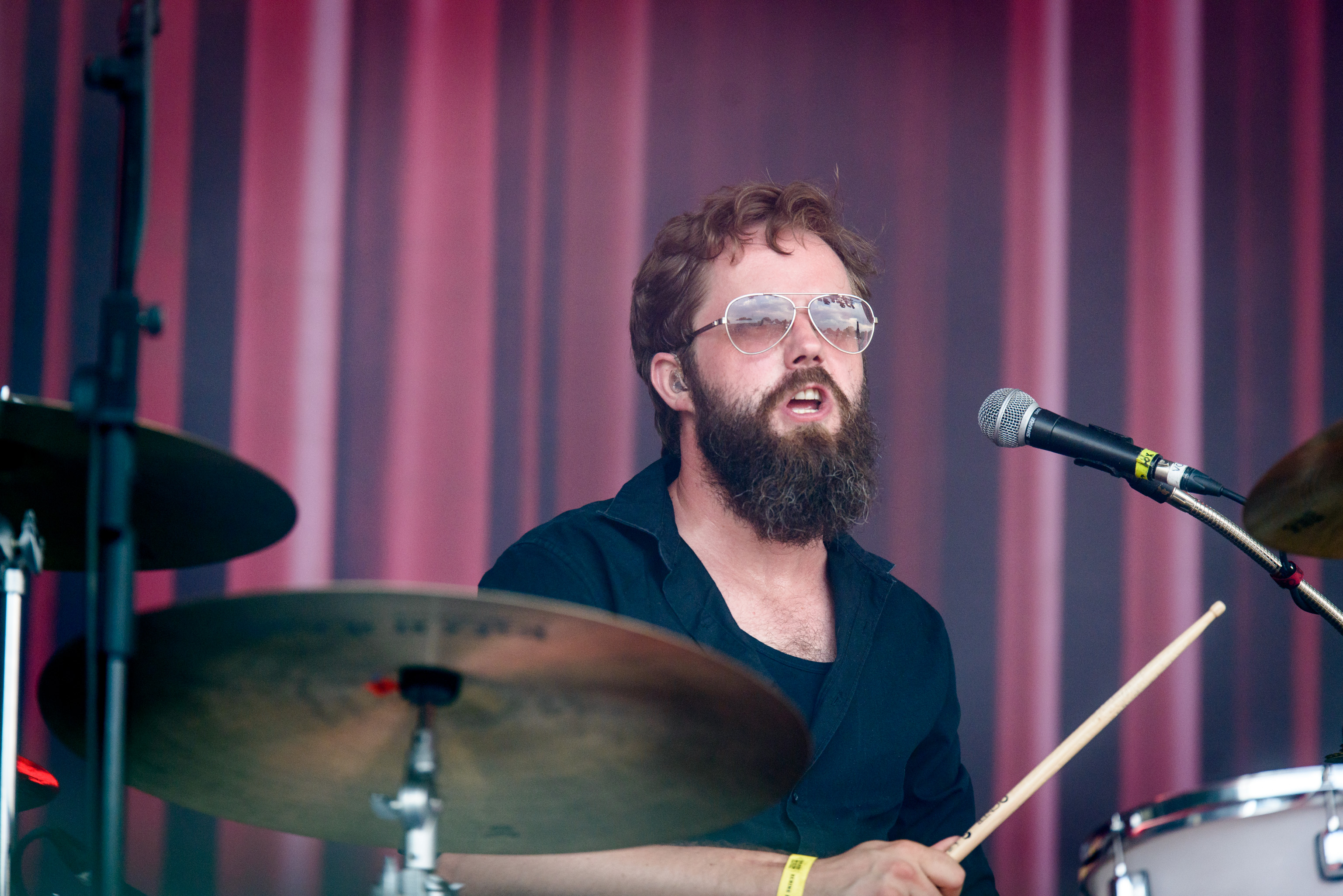
Jan-Philipp Wiesmann